# Gau Berlin
Il Gau Berlin fu una divisione amministrativa della Germania nazista dal 1933 al 1945 nella capitale tedesca Berlino. Prima di allora, dal 1928 al 1933, fu la suddivisione regionale del partito nazista in quella zona. Dal 1926 al 1928 Berlino faceva parte del Gau Berlino-Brandeburgo che è stato diviso in due Gaue separati il 1 º ottobre 1928.

## Storia
La posizione di Gauleiter a Berlino fu tenuta da Joseph Goebbels per tutta la storia del Gau. Goebbels, ministro della propaganda del Reich, fu uno dei più stretti collaboratori di Adolf Hitler e, insieme alla sua famiglia, si suicidò il 1º maggio 1945 nel Führerbunker.

## Vice Gauleiter
I vice Gauleiter di Goebbels furonoː
- Kurt Daluege - dal 1926 al 1928.
- Hans Meinshausen - dal 1º novembre 1930 al marzo 1933.
- Artur Görlitzer - dal 13 marzo 1933 alla fine del 1943.
- Johannes Engel - inizio 1944.
- Gerhard Schach - dal 17 marzo 1944 all'8 maggio 1945.